# James Green (zapaśnik)
James Malcolm Green (19 grudnia 1992) – amerykański zapaśnik w stylu wolnym. Srebrny medalista mistrzostw świata w 2017; brązowy w 2015 roku.
Mistrz panamerykański w 2017 i 2018; drugi w 2016. Pierwszy w Pucharze Świata w 2018; drugi w 2017 i czwarty w 2016. Drugi na akademickich MŚ w 2014 roku.
Zawodnik Willingboro High School z hrabstwa Burlington i University of Nebraska–Lincoln. Cztery razy All-American (2012 – 2015) w NCAA Division I; trzeci w 2014 i 2015; siódmy w 2012 i 2013 roku.